# بابلو أليخاندرو إيزاغويري
بابلو أليخاندرو إيزاغويري (بالإسبانية: Pablo Alejandro Izaguirre) هو لاعب كرة قدم أرجنتيني في مركز الوسط، ولد في 9 أبريل 1970 في أفيانيدا في الأرجنتين. لعب مع ناسيونال مونتيفيديو ويونيون دي سانتا في.